# Zama
Zama (japonsky 座間市) je město v prefektuře Kanagawě v Japonsku. K roku 2019 v ní žilo přes 130 tisíc obyvatel.

## Poloha
Zama leží na severovýchodě prefektury Kanagawy. Tečou přes ni mimo jiné řeky Sagami a Hikidži. Na severu hraničí se Sagamiharou, na západě s Acugi, na jihu s Ebinou a východě s Jamatem.

## Dějiny
V září 1948 získala Zama samostatnost oddělením od Sagamihary, jejíž součástí byla od roku 1941. K povýšení na město došlo 1. listopadu 1971.

### Rodáci
- Felix Perez Camacho (* 1957), guvernér Guamu
- Nanako Macušimová (* 1973), herečka
- Kojuki (* 1976), herečka
- Šinobu Onoová (* 1984) – fotbalistka
- Ami Sugitaová (* 1992) – fotbalistka